# 天天有喜之人间有爱
《天天有喜之人间有爱》 为2014年拍攝的中國大陸古装贺岁魔幻偶像神话喜剧，以傳說神話為背景。2014年4月开机、6月杀青。於2016年1月13日在湖南卫视金鹰独播剧场开播。

## 播放平台
| 頻道     | 所在地 | 播映日期      | 播出時間                                                          | 备注         |
| -------- | ------ | ------------- | ----------------------------------------------------------------- | ------------ |
| 湖南卫视 | 中国   | 2016年1月13日 | 周一至周四19:40两集连播 周五至周六19:30一集播出 周日20:30两集连播 | 金鹰独播剧场 |

2016年2月24日定档开播剧《爱人的谎言》吊打，故于2016年2月24日当天将该剧余下的集数调档至下午剧场时段两天播完，而该剧的余下集数当中其中一集、大结局与接档剧《因为爱情有幸福》头两集叠播。

## 劇情
刘府富二代猎妖家族单传之子刘四喜（陈浩民饰）天赋异禀，任何妖或人吸了他的精气都可功力大增，却也是个花花公子哥，整日周旋在女人堆。九妹是（穆婷婷饰）狐族最小的公主，善良可爱气质脱俗，却也是一个的“发明家”“整蛊家”，九妹想要替母后获得刘四喜的精气，便潜入刘家，却不料两人暗生情愫，仇敌变情侣，从此，风流猎妖师与他的野蛮狐仙女友上演了一部让人啼笑皆非的仙妖追爱记。

## 演員
| 演員               | 角色     | 關係/暱稱/劇情 |
| 陈浩民 童年:黃天崎 | 刘四喜   | 四喜、相公、少爺、逗比癡男 前世是武财神，喜欢九妹，金蟾天敌，星座傾向雙魚座，法寶:壓狐鼎、武晉王夫人項鍊，絕招:無極斷情掌、反彈神功、百轉千迴登仙吻，心法:武晉王夫人召喚術，家庭:劉見(父親)、紀住(母親)、劉利(二姑)、劉忠(三叔)、阿秀(三嬸)、靈靈五(繼任三嬸兼五姨子)、劉語(妹妹)、小黑小(妹夫)、擎天(表哥)、靈靈一(表嫂兼大姨子)、九妹(妻子)、陳大方(義兄)、靈千幻(岳母)、靈靈二、靈靈三、靈靈四、靈靈六、靈靈七、靈靈八(姨子)，這一世是放蕩不羈公子哥，因為小時候誤吃凝神丸，因而長大後身邊有一群女粉絲圍繞著，副作用是每當被打暈後就變得力大無窮，誰都擋不住且六親不認，需練得無極斷情掌方能根治這癲狂症，和九妹分開後只要誰提到九妹這兩字，就會感到無比的心痛，情節類似終極三國的關鍵字入侵心脈，意外習得天雷陣挫敗了夜犬，知道夜犬和九妹要結婚，感到十分震驚，發誓要練好無極斷情掌上靈山找九妹，找到九妹後身上的凝神丸的毒也解開了，於是在布拉泥、神醫老人還有王俊的見證下，兩人在月老廟前拜堂成親，但必須取得雙方家長認同而再度上靈山，但是因為九妹盜令箭而黑大王又想搶令箭，被迫與黑大王靈魂交換，現在真身在黑大王體內，困於黑屍林中，但卻與吳邪、布拉泥還有其他黑屍林妖怪打成一片，後回歸到自己的身體，為了取得靈山眾姊妹還有女王的認同，決定上鬼喪峰採窈窕蜜，並且甚至將布拉泥改造成一個大帥哥，不過在採蜜的過程中十分的驚險，他卻能一一挺過，但還必須度過靈靈三給他的情關考驗，憑著他對九妹的一片真心順利過關，但又被女王派去抓黑大王回來，還順便要帶上王俊，在執行這項任務的同時也順利在魔宮內取得冰晶石，好做一個讓雪蜂住在裡面的蜂窩，為了抓到黑大王和王俊商量帶上神醫老人，不過很不幸的他和王俊都被黑大王抓住並困於黑屍林，幸得神醫老人相救而保住小命，且聯合王俊整治黑大王，差點沒把黑大王烤成蟻灰，黑大王為了報復，在黑大王的肉身進入冰牢時與九妹互換身體，且連連答錯題目害得他被趕下靈山，九妹獲救後也成功取得女王認同，在靈山和九妹舉辦了訂婚典禮，但還必須回劉家取得父母認同，臨走前女王還給他設下三個考驗，好不容易拿到雪妍堂的經營權，但想讓雪妍堂關門卻不容易，因此他想方設法地讓進帳的速度不那麼快，以拖延金珠和他的婚事，不過金珠卻和紀住還有劉語一同使出調虎離山計，使得進帳速度變快，夾在劉家人和九妹之間讓他備感壓力，情急之下對九妹生氣，反倒將九妹氣走了，現在正想盡辦法將九妹追回，好不容易追回九妹，卻又因為官府下令禁止捉狐而和父親大吵一架，帶著九妹離家出走，後來父親被假九妹打傷重病不起，並且被父親指定為劉家的繼承人，並得到劉家最上乘的心法，劉見臨終時逼他發下毒誓，要將靈山給滅了，為情勢所逼只好答應，誤以為九妹是殺害他父親的元凶，連同捉狐大隊準備抓九妹回流家給父親賠罪，卻反被縣衙判死刑，身陷苦牢，委託前來探視的九妹、靈靈四、靈靈三、靈靈妻和靈靈六幫忙找齊證據，發誓要抓出冒充九妹的元兇，因為自己的天生神力再加上神醫老人的藥丸，不管縣太爺怎麼殺就殺不死他，同時他也立刻察覺前來法場的劉利表情不對，知道她才是幕後主使，被釋放後向縣太爺請願免繳稅金獲得百姓愛戴，不過卻又被誣陷是他殺了縣太爺，再度和劉家人逃亡，聽從布拉泥建議，住進黑屍林，並和九妹發揚文創產業，將黑屍林改建為一家有吃又有玩又有住的客棧，後來天貞假扮九妹來騙取武晉王夫人項鍊，卻被他的百轉千迴登仙吻給迷得神魂顛倒，也因為這個吻識破了假九妹，九妹獲得母親認可後跟著王俊一起回靈山，不過卻在月老廟停下謝恩，被擎天撞見並且又遭官府追殺，幸得結識一名剛要進京趕考的秀才並結拜為兄弟，沒想到這秀才竟然是新上任的欽差，發現他有冤屈，主動替其洗刷冤屈並且也讓他重掌劉家，回到靈山後幫布拉泥告白，接著和王俊參加擎天舉辦的單身趴，遭九妹誤會被逼退婚，後解除危機，現在正和九妹一同籌備婚禮，並且也拜堂成親，不過中途殺出天貞還有黑大王等人和擎天，把婚禮搞砸，九妹還被擎天搶走，在追回九妹的同時順便救下被擎天拋棄的靈靈一，現在的他滿心期待和九妹生兒育女，但九妹對他說出真相後，劉家又逼他娶金珠，夾在兩個女人中間左右為難，跟布拉泥喝酒喝到醉，並與九妹大吵一架，姻緣線差點斷掉，後來二人一起抵抗海怪，不過他卻被海怪抓走並吞噬，幸得神醫老人相救而撿回小命，現在與神醫老人、王俊及九妹回到靈山準備抵抗金蟾大王，卻因為靈靈四的魔娃出世而莫名其妙被封印在釣魚仙島的冰塊裡，只能看著失憶的九妹傷心，卻幫不了她，但他在冰塊中依然能使用反彈神功，因此無意間救下九妹並重傷黑大王，等到焰魔的魔咒解除，冰塊溶解，他也成功回到靈山，帶著九妹做轉生術，只是過程極為痛苦，考驗雙方的感情，後來九妹被抓走、丈母娘入魔、七妹去世，經過這些種種後，他便領著一干人等殺上靈山對抗金蟾大王，最後通過生死關恢復仙身，大敗金蟾大王，收服了黑大王，並且和九妹一起做了第二階段的轉生術，不但九妹轉生為人，自己的無極斷情掌後遺症也解除，最後和九妹成親，有了屬於他們真正的孩子，且將劉家的雪妍堂和黑屍林的妖怪村雙方事業也都兼顧。 |
| 穆婷婷 童年:朱俞碩 | 九妹     | 九妹、少夫人、娘子、野蠻女友 狐妖老么，喜欢刘四喜，和他有一个孩子，野蠻女代表，古靈精怪，星座傾向天蠍座，家庭:靈千幻(母親)、靈靈一至靈靈八(姊姊)、劉四喜(丈夫)、擎天(大姊夫)、王俊(二姊夫)、布拉泥(四姊夫)、劉忠(五姊夫)、夜犬(小姐夫兼前男友)、劉見(公公)、紀住(婆婆)、劉語(小姑子)，本來奉命要來吸取劉四喜的精氣，就此進住劉家並幹起雪妍堂女店員的活，誰知後來便漸漸愛上劉四喜，反倒慢慢將正事給忘記了，後誤闖入樹洞國結識了公主艾麗，與夜犬、靈靈一合力擊敗紅中皇后，讓艾麗登上大位，因為她和夜犬如同兄妹般的互動讓靈千幻誤以為兩人有曖昧，故而下旨賜婚於二人，最後二人解除婚約，為救劉四喜上藏寶閣奪取妖王令箭，奪得令箭後和四喜重逢並在布拉泥、王郡還有神醫老人的見證下與四喜拜堂成親，但須取得雙方家長認同而陪四喜回靈山，卻在半路上遭黑大王陷害，並發現身邊的相公劉四喜非常的古怪......，與夜犬商量了一個計策，讓在劉四喜體內的黑大王自己招供並換回身體，為了幫助四喜上鬼喪峰採窈窕蜜，冒險盜走天貞的金蠶絲，並且和靈靈二、靈靈五還有靈靈八一起合作完成金蠶衣，但還是不放心四喜一人上鬼喪峰，堅持要陪同前往，卻被夜犬阻攔並按照原計畫到酒樓約會吃飯，但誤打誤撞地變成靈靈二和王俊的約會大餐了，後與夜犬及女王上鬼喪峰查看四喜的安危，卻發現四喜和靈靈三在一起，深深考驗著兩人對於愛情的堅貞，沒想到兩人的愛感動了靈靈三，但女王卻沒輕易放過四喜，要四喜和王俊一起去抓黑大王，放心不下四喜的她連同靈靈二、靈靈五和靈靈八一起下山找四喜，並留了假身在靈山，不過在黑大王被關進鬼喪峰時輕信了他的話，被迫交換身體，現在被困於鬼喪峰，後得救並與四喜在靈山舉辦訂婚典禮，跟著四喜回劉家取得公婆認可，還要防範金珠搶親，為了要做劉家的好媳婦，和金珠明爭暗鬥，甚至要學會煮飯，卻屢遭紀住的刁難，而後在樹林間放走假狐妖，委屈衝動之下將劉家人上下都罵了一遍，完全不給四喜面子，被四喜痛斥一番後離家出走，後來經由擎天介紹為縣令夫人做美容術，深得其歡欣，且賜給她一位丫環，回到劉家後又拿出許多珠寶給紀住和劉語，使得紀住和劉語慢慢地對她改觀，後來因為四喜和劉見大吵一架，跟著四喜離家出走，殊不知有人冒充自己去把劉家人都給重傷了，因為這件事和四喜發生誤會，並遭劉家人追殺，被擎天所救，擎天也趁機向她表白卻拒絕，知道四喜被關入大牢並被判死刑時，偷溜回靈山和姊妹商量如何救出四喜並成功探視，且必須幫四喜找齊證據以證明自己被別人冒充，當劉利霸佔雪妍堂後和劉家人一起逃亡，最後住進黑屍林，並且冒險回劉家拿到紀駐日思夜想的狐妖戒指，和四喜發揚文創產業，將黑屍林改建為一家有吃又有玩又有住的客棧，知道紀住終日思念流見每天以淚洗面導致雙眼哭瞎，因此聽從神醫老人的建議去採明目葉，不過卻被當地植物追殺，但還是成功採到並自願將雙眼換給紀住，現在正為了再生新眼而痛苦，等眼睛復原後獲得紀住的認可，因此跟著四喜還有王俊上靈山準備提親，知道靈靈四跟人類有小孩後，決定幫忙隱瞞，打算帶她回黑屍林待產。後來見到四喜和王俊參加擎天辦的單身趴，跟女人摟抱，氣到逼退婚，後解除危機，現在正和四喜一起準備婚禮，後來順利從靈山和靈靈一同時出嫁，回到黑屍林拜堂，不過卻因為擎天出現而讓婚禮沒有完成，接著和擎天把話說開，現在為了生子一事對四喜有所隱瞞，不過將真相告訴四喜後，不但害他被紀住逼著娶金珠，讓他左右為難，在他喝醉時還和她大吵一架，姻緣線差點斷掉，後來帶著靈靈四前往釣魚仙島的路上遇到海怪襲擊，四喜被抓且淹死在汪洋中，幸得神醫老人相救，二人姻緣線才未斷，後來跟著四喜、王郡還有神醫老人回靈山準備共同抗敵，因為靈靈四的魔娃出世而被莫名其妙送到釣魚仙島，甚至改變容貌(由唐熙飾演改變容貌的九妹)，並再度遇見同樣改變容貌的擎天，因為遭巨蛇襲擊撞到頭而失憶，且相信黑大王的甜言蜜語，跟著他們一行人去火山口準備開啟魔界入口，遇到靈靈一一行人，並聽到他們講的真相，讓她左右為難，好不容易稍微想起了四喜和她之間的事情，又被擎天的失憶咒所破壞，但是她的心裡總是放不下四喜，只是想不起來，因此立即跟擎天撇清關係，但還是對黑大王一行人有信任感，在湖邊收取水靈氣時不慎被弄瞎雙眼，後來靠著黑婆的法力再加上擎天自願換眼，方能重見光明，並同時看清黑大王真面目，回到姊妹身邊，後來又被黑大王抓去，擎天情急之下又念出恢復記憶的咒語，讓她破解黑大王的咒語，魔咒解除後也恢復容貌，但為了劉家決定轉生為人，受盡了折磨，在過程中又被吳邪給抓走，後被布拉泥所救，金蟾被打敗後與四喜一同做轉生術第二階段，不但自己轉生為人，四喜也解除了無極斷情掌後遺症，二人結為連理並有了自己的孩子，且將劉家的雪妍堂和黑屍林的妖怪村雙方事業也都兼顧。 |
| 陈紫函             | 王金珠   | 金珠、小珠珠、煮飯婆、無敵小三 喜欢刘四喜，和他是青梅竹马，实体是蚌壳精，星座傾向摩羯座，絕招:浮誇演技、奉承大法、死纏爛打、蚌殼吐珠、千斤頂、嘴吐大海，家庭:王發(養父)、王俊(哥哥)、紀住(養母)、靈靈二(嫂子)，為了要成為四喜的妻子而參加好媳婦訓練班，習得一身好廚藝、好茶藝、好品德和運用演技讓劉家人同情她，是四喜和九妹這段愛情故事中不折不扣的小三，知道四喜和九妹私訂終身的事感到非常的震驚，當劉家人誤以為四喜死了，只有她堅持四喜一定會回來，堅持不讓家僕拆喜幛，劉家人甚至為她立了貞節牌坊，當四喜回來之後就開始不斷討好四喜和劉家人，希望四喜回心轉意與自己成親，並且和九妹明爭暗鬥，爭取做劉家的好媳婦，當九妹拿出珠寶獻給紀住和劉語時，見到二人因為這些東西開始有些動搖，自己也緊張起來，四喜被捕入獄時被縣令要求跟四喜洞房，卻沒有成功，當雪妍堂被劉利霸佔後跟著劉家人逃亡，並住進黑屍林，幫助四喜和九妹發揚文創產業，知道紀住答應九妹和四喜的婚事後更加討厭九妹，不過也因此而被紀住收為養女。但不甘心四喜和九妹在一起，因此決定和一樣喜歡四喜的天貞聯手搶親，不過卻因為花轎問題而使結盟破裂，最後選擇放棄搶親並帶父親回黑屍林繼續侍奉劉家人，知道人妖結合會生出活不過八歲的半妖後，第一時間將消息說給劉語和紀住，企圖讓自己有再翻身的機會，見到四喜和九妹感情是如此堅定，決定放手，但是心非常的亂，聽從天貞的建議，加入黑大王的陣營，後醒悟成全四喜和九妹，離開黑大王陣營重回四喜陣營，也向九妹等人道出自己的真實身分，幫助四喜打敗了金蟾大王一行人，並且參加靈山六對新人的婚禮，並且回到黑屍林幫忙打理妖怪村的事情。 |
| 關智斌             | 王俊     | 王俊、俊哥哥、親愛滴、氣質型男 乌龟精，前世為月老駕下龜仙童，必須要搓合九妹和四喜的姻緣才能位歸仙班，法寶:烏龜殼，絕招:龜殼也能當飛車開，家庭:王發(養父)、王金珠(妹妹)、靈靈二(妻子)、靈靈一(大姨子兼表少夫人)、靈靈五(五姨子兼三夫人)、靈靈三、靈靈四、靈靈六、靈靈七、靈靈八、九妹(姨子)、靈千幻(岳母)，身為四喜的書僮兼摯友，被劉語暗戀，喜欢灵灵二，星座傾向巨蟹座，在搓合的過程中因為種種原因讓王俊困擾不已，他發現要周旋在金珠、九妹和四喜三人中間是個一大難題！為了幫助九妹和四喜的好事而陪著九妹上靈山攪亂狐妖大賽，並且同時也認定靈靈二是他的愛人，甚至還是四喜還有九妹這段婚姻的見證人，與布拉泥是不打不相識的好朋友，回到劉家發現自己的養父與劉二當家有私情，再加上思念靈靈二，就陪同四喜上靈山，並且幫布拉泥改造成一個大帥哥，和夜犬、九妹、靈靈二下山遊玩時約好一起到酒樓吃飯，卻因九妹要買東西且夜犬也跟著追出去，故而有機會和靈靈二共進約會大餐，也趁機表明了心意，後來跟隨四喜下山抓黑大王，順便帶上神醫老人，打算利用美男計誘惑天貞，企圖讓天貞和黑大王的關係破裂卻未果，反而兩人都被抓住，幸得神醫老人相救，聯合四喜將黑大王差點烤成蟻灰，在四喜抱著蟻灰跳下懸崖時救了他，九妹獲救後充當訂婚典禮的花童負責灑花，回到劉家後向劉語表明自己的情感立場，但劉語卻不領情，一聽到四喜被捕並且要被處死，一急之下就要劫獄救四喜，卻被劉忠阻攔，後來找到九妹並聯手拿到神醫老人的藥，使得四喜在喝毒酒這關順利通過，接著劉家被劉利霸佔，不得已駕著烏龜殼帶著一行人逃亡，聽從布拉泥建議入住黑屍林，並協助四喜和九妹發揚產業，待九妹獲得認可後帶著四喜及九妹上靈山準備提親，並向靈靈二坦承偷窺的事，是繼九妹和四喜的婚禮後的準新郎，幫助四喜和九妹籌備婚禮，在婚禮現場擔任主持人，後來奉劉夫人之命去找四喜，不過卻在神醫老人那裏得知九妹、四喜及金珠三人前世的因緣糾葛，並協助神醫老人將四喜和九妹救了出來，還保住了姻緣線。因為靈靈四的魔娃出世而莫名其妙被送到釣魚仙島上，知道九妹失憶後想盡辦法要讓她恢復記憶，並跟著靈靈一一行人尋找三聖物並守護不讓黑大王等人得逞，水屬性妖怪，知道九妹失明後和艾麗一同前去尋找可以治九妹的眼睛的藥，魔咒解除後也順利回到黑屍林，當靈靈五和夜犬來到黑屍林找九妹時，本來想解釋卻被夜犬打傷，回到月老廟時又看到九妹被吳邪帶走，跟著神醫老人去救人，九妹被抓走後又遭到一切變故，跟著四喜一起殺上靈山對抗金蟾大王，金蟾大王被打敗後回到靈山娶了靈靈二為妻。 |
| 張志偉             | 王發     | 王發、王管家 家庭:王俊(養子)、王金珠(養女)，王俊及王金珠的養父，劉府家臣，愛好賭博且經常賭輸錢，和劉利有私情，當劉利將雪妍堂拿到手後立刻站到她這裡，當四喜回來後又站回來，不過卻被四喜攆出劉家，後來輾轉回到黑屍林，向金珠獻計，要她把握機會搶親，金珠失敗後跟著她回到黑屍林，希望獲得劉家人諒解，知道人妖結合會生出活不過八歲的半妖後，慫恿金珠去將消息告知劉家人，企圖讓自己和金珠有再翻身的機會。 |
| 宮媛               | 劉語     | 古惑女、小語 四喜的妹妹，喜歡王俊，討厭九妹，支持金珠，法寶:壓狐鼎，家庭:劉見(父親)、紀住(母親)、擎天(表哥)、靈靈一(表嫂)、劉四喜(哥哥)、九妹(嫂子)、劉忠(三叔)、阿秀(三嬸)、靈靈五(繼任三嬸)，知道王俊喜歡的另有其人，又羞又怒，後來被九妹的珠寶收買，支持金珠的心開始有些動搖，但還是認定九妹是無情的狐妖，當劉家被劉利霸佔後和劉家人一起逃亡並入住黑屍林。雖然不願意讓九妹變成自己的大嫂，但母親說得算，她也無可奈何，但知道人妖結合會生出活不過八歲的半妖後，著急地要四喜趕快娶金珠，後來九妹要自願轉生為人才作罷，正煩惱自己還沒遇上對的人，沒想到讓她遇到了瀟灑的小黑小，二人一見鍾情，月老也成全二人美事。 |
| 宮媛               | 焰魔夫人 | 焰魔夫人 焰魔之妻，幻化成劉語的樣子，在黑大王陣營與夜犬陣營周旋，幫助白雪取出魔鑰，後來焰魔門打開，勸說丈夫不要危害人間。 |
| 徐申东 童年:許爍   | 灵灵八   | 八妹、八姊、愛哭妹紙 喜欢夜犬，吃貨女代表，和九妹最要好，星座傾向金牛座，家庭:靈千幻(母親)、靈靈一至靈靈七(姊姊)、擎天(大姊夫)、王俊(二姊夫)、布拉泥(四姊夫)、劉忠(五姊夫)、夜犬(丈夫)、九妹(妹妹)、劉四喜(妹夫)，神經有些大條但是單純，最后和夜犬在一起，從頭到尾是非常支持九妹和四喜的愛情，在訂婚典禮上充當花童負責灑花，不過卻遇見暗黑之龍搶親，幸虧姊姊們和劉忠相助，因此幸免於難，同時她又與長得像夜犬的書生曹文謙相戀，被暗黑之龍逼著吃下月宮之女的藥丸，一見光就會灰飛煙滅，性命垂危，但這只是夜犬自己做的夢罷了，其實人還好好的在靈山，知道四喜的事後義不容辭地幫助九妹與原本的地下姐妹會救出四喜，待四喜等人上靈山後，跟著九妹還有靈靈四回黑屍林幫忙，和靈靈一吵嘴打賭，要是四喜是兇手就要為靈靈一做牛做馬一個月，後來賭贏幫助四喜等人籌辦婚禮，九妹出嫁時贈送了窈窕蜜，並約好回黑屍林幫忙，順便陪同姊妹和女王一起參加婚禮，在黑屍林發現靈靈四即將生產，和靈靈一、九妹還有四喜和布拉泥一同前往釣魚仙島準備待產，不過船卻遭海怪破壞，且剛好遇到在附近行船巡視的夜犬，搭了趟便車去釣魚仙島，因為魔娃出世而被定住後解開，並且也與夜犬漸漸有了感情線，跟著他們尋找三聖物，也想盡辦法要讓九妹恢復記憶，在過程中看到艾麗經常跟夜犬在一起，布拉泥又亂點鴛鴦，使得自己在情感這方面有諸多不順，後來夜犬在要前往火山口之際，愛上了她，兩人是徹底的在一起了，不過卻讓艾麗十分吃醋，當九妹離開靈山藥轉生為人時，哭得非常傷心，當金蟾大王攻上靈山後集合夜犬連同姊妹和四喜等人一同對付金蟾大王，金蟾大王被打敗後嫁給了夜犬。 |
| 刘庭羽             | 天贞     | 美人兒、姊姊、性感尤物 金蚕精，吳邪的姊姊，性感嫵媚，星座傾向天秤座，絕招:金蠶吐絲、水果香香吻，為了奪取妖王大位不惜犧牲色相與黑大王相好，好媳婦訓練班的指導老師，也是金珠的老師，是王俊經常使用美男計的利用對象，後和劉利及擎天勾結，假扮九妹重傷劉家人，使得劉家與九妹發生誤會，打算利用二人救出黑大王，知道無極斷情掌能夠破結界救出黑大王，冒險回劉家拿到秘笈給黑大王，後來打算用武晉王夫人的項鍊救出黑大王，因此假扮九妹接近四喜，試圖用意亂情迷酒來灌醉四喜好拿到項鍊，結果自己不自覺地也喝下，後來抵擋不住四喜的百轉千迴登仙吻，深深的愛上了四喜，也是因為這個吻而被四喜識破，且被劉家人公堂會審，不過吳邪卻突然出現救走了她。因為心中喜歡四喜，而漸漸地不把黑大王放在眼裡，知道四喜要娶九妹，決定和金珠聯手搶親，不過卻因為花轎問題而使結盟破裂，選擇繼續搶親，為了得到四喜而和黑大王、金蟾、吳邪留下來做劉家下人，等待時機出手，知道人妖結合會生出活不過八歲的半妖後，就趁機再跟四喜告白，並要金蟾牽住自己和四喜的姻緣線，不過卻遭四喜拒絕，現在和吳邪、黑大王還有金蟾同心協力準備培養魔將擎天，利用他來奪取妖王之位，因為魔娃出世而和金蟾一行人莫名其妙被送到釣魚仙島上，途中遇到失憶九妹，用盡好話騙她，將她收歸在黑大王這裡，木屬性妖怪，假扮靈靈一去殺擎天，但是真的靈靈一卻出現擋下，只好被黑大王假意逐出師門，並繼續假扮靈靈一，企圖奪走魔娃，卻被變成蜜蜂的劉語螫了一口，兩人同樣為爭奪魔娃而大打出手，當九妹回到夜犬陣營後，遇到落單且失明的擎天，將他推下了山崖，後來在打開焰魔門時受了傷，也讓九妹回到夜犬陣營，不過卻撿到情場失意的金珠，將她收歸黑大王門下，金蟾大王失勢後帶著吳邪要投靠新的大妖怪，被觀音菩薩點化回到紫竹林修行。 |
| 鍾久夫             | 吳邪     | 吳邪 金蠶精，天貞的弟弟，星座傾向金牛座，看似純真無邪的外表其實內心調皮搗蛋，絕招:金蠶吐絲、龜速坐騎，與天貞同為黑大王手下，做事常不經大腦，但製作冰鎮水果的能力卻是非常的好，連四喜都讚賞，雖然平時呆頭呆腦，但關鍵時刻仍會出手保護姊姊，接著莫名其妙地成為四喜一行人開創的新產業「神奇妖怪村」的員工，雖然是正職員工，但只要姊姊出事就會義無反顧地想救她，無論她做過多少壞事，因為智商仍然像小孩，不懂天貞為愛情的苦惱，因為魔娃出世而被莫名其妙送到釣魚仙島上，而且腦袋也突然開竅了，是引誘飛天麒麟的誘餌之一，木屬性妖怪，為了照顧魔娃已經很多天都沒睡好覺，九妹轉生為人時將她帶走，金蟾大王失勢後跟著天貞要投靠新的大妖怪，被觀音菩薩點化回到紫竹林修行。 |
| 刘一祯             | 灵千幻   | 女王陛下、丈母娘、小幻 威嚴慈祥 妖王，狐妖老母，家庭:靈靈一至九妹(女兒)、劉見(親家)、紀住(親家)、擎天(大女婿)、王俊(二女婿)、布拉泥(四女婿)、劉忠(五女婿)、夜犬(下屬兼八女婿)、劉四喜(小女婿)，很疼愛靈山狐妖九姊妹，尤其對九妹是相當愛惜，誤以為九妹對夜犬有意思，下旨賜婚於二人，但因為靈靈三和靈靈四的從中作梗而取消二人婚事，發現是靈靈三和靈靈四搗的鬼後非常的震怒，斥責二人一番後原諒了夜犬，並打算再度將九妹許配給他，知道九妹和四喜私訂終身後非常震怒，卻也無可奈何，因為其實九妹和四喜就是當年他和武晉王的翻版，但是為了試探四喜是否對九妹是真心的，答應讓四喜前往鬼喪峰採窈窕蜜，算是對他的一個考驗，也暗暗的給夜犬製造機會跟九妹去酒樓約會，但卻沒想到約會大餐變成靈靈二和王俊在吃，且為了考驗四喜的定力及讓九妹看清四喜的真面目，特意讓靈靈三上山勾引四喜，希望讓九妹打消與四喜成親的念頭，不過四喜卻通過了考驗，決定使出最後一招，也就是讓王俊和四喜一起去抓黑大王回靈山，企圖拆散四喜和九妹還有王俊和靈靈二，見四喜連這個難題都完成，仍然不滿意，要求默契大考驗，但是因為假九妹跟四喜的答案每次都不一致，因而下令將四喜趕下山，當她發現眼前的九妹是假九妹，真正的九妹被困在鬼喪峰，與四喜及王俊一同上山救下九妹，並同意二人婚事，且給四喜設下回劉家後的三個任務，九妹離家後十分的思念她，知道官府下令不再捉狐妖時，非常的高興。知道劉家一夕之間遭逢變故，派靈靈一下凡查看，四喜上山提親之時向她提出生兒育女，但她卻因為狐妖和人類結合會生出怪胎而對四喜有所隱瞞，後來知道靈靈一也對擎天動情，因此想出一日嫁二女的計策，同一天將九妹和大妹嫁給四喜和擎天，計畫成功後跟著所有女兒到黑屍林參加九妹和四喜的婚禮，並親手將九妹交給四喜，但心中仍有不捨，不過因為擎天的出現差點和紀住吵架，知道靈靈四的事情後也無可奈何，狐妖此生就注定和人類生不出孩子，在四喜回到靈山後和他組隊共同抗敵，卻對四喜用閃爍的眼神回答她關於九妹與生育的事情感到懷疑，卻不敢多問，對九妹要轉生為人的想法感到大為震怒，因為二人母女連心，當九妹在過程中受盡折磨時她也承受了莫大的痛苦，最終因承受不住混元丸的力量導致入魔，央求四喜殺掉自己，卻怎麼殺也殺不死，還斷送靈靈七的性命，在神智清醒一點時告訴四喜如何將入魔之人喚醒的方法，間接救下擎天，後來金蟾被武財神逼著收回入魔之術，她便重登大位並且祝福了六對新人共結連理。 |
| 林子聰             | 神醫老人 | 神老 医术超高的神医，实为月老，法寶:拐杖、絕招:瞬間移動、轉生術 非常的貪財且貪吃，在他和布拉泥、王俊的見證下，四喜和九妹在月老廟前結為夫妻，擁有個人的私房錢，不過卻被王俊和四喜發現，被迫沒收家當跟著四喜和王俊去抓黑大王，懂得影遁術，卻是十足的膽小鬼，為劉見診脈時宣判了他的死刑，使劉家陷入了愁雲慘霧中，因為賜給四喜一乾二淨解毒丸，使得四喜沒被毒酒毒死。接著被天貞假扮的九妹脅持，要他去支開真九妹好拿到武晉王夫人項鍊，後來用明目葉治好了紀住，並且也向劉家道名劉見的死其實和武晉王夫人的項鍊有很大關聯，之後受到王發請託，相救於四喜的結拜兄弟欽差陳大方，後來算到四喜的主星武財神遭逢大難，跟著王俊一起救出四喜和九妹，並一起上靈山抗敵，與九妹組隊，負責幫九妹做轉生術，後來跟著四喜大夥殺上靈山對抗金蟾大王，最後參加靈山六對新人的婚禮，吞了一匡蘋果，並間接促成劉語和小黑小的好事，在此時也解釋九個女兒的由來，並幫助四喜和九妹完成轉生術第二階段。 |
| 陆昱霖 童年:陳鴻錦 | 贺擎天   | 擎天、表哥、表少爺、擎天、吃醋型男 四喜表哥，喜欢九妹，文武雙全的才子，星座傾向摩羯座，絕招:無極斷情掌，家庭:劉利(母親)、陳大方(同父異母弟)、劉見(舅舅)、紀住(舅媽)、劉四喜(表弟)、劉語(表妹)、靈靈一(妻子)、九妹(表弟媳兼小姨子)、小黑小(表妹夫)、靈靈二至靈靈八(姨子)、靈千幻(岳母)，卻隱藏自己會無極斷情掌的事實，畢竟是外姓，因此和九妹惺惺相惜，也趁此機會向她告白，發誓要和四喜爭九妹爭到底，為了要得到九妹，不惜遵從母親的計畫，聯合天貞重傷劉見，沒想到劉見卻被打死，當九妹誤傷四喜又被劉家人包圍時救下她，並再次表白卻被拒絕，跟著母親霸佔雪妍堂，心灰意冷的他發誓要殺了四喜將九妹搶過來，因此到鬼喪峰去教黑大王無極斷情掌，卻未能破結界，接著遇見靈靈一，在酒樓買醉並糊裡糊塗地跟靈靈一上了床，將節操就這麼給了靈靈一，為了不讓母親背太多罪，因此決定刺殺陳大方，但他不知道自己和陳大方是同父異母兄弟，和母親過著四處躲避官府追擊的生活，後來上到靈山見靈靈一，並且向女王坦承母親做的惡事，並舉辦單身趴，企圖拆散九妹和四喜，卻未成功反而讓女王不高興，幸得靈靈一捨命相救，但不領情，決定要在四喜大婚之日奪到九妹，卻娶到靈靈一，知道自己受騙後拋棄了靈靈一跑到黑屍林搶親並帶走九妹，因為放不下心中的執念而被金蟾催眠入魔，後來被九妹喚醒，並且遭到九妹果斷拒絕，只好放手，不過很不幸地被縣衙抓到，幾次拷打質問都堅持己見維護母親，後來金蟾來到大牢並餵給他吃下三粒混元丸，等著他完全入魔，現在的他陷入正與魔之間的交戰，魔娃出世後被莫名其妙送到釣魚仙島上，而且也改變了容貌，並且遇見同樣被改變容貌的九妹，二人在島上生死與共，為了怕九妹想起往事，因此靈靈一向九妹道出真相時，一再的阻攔，見到九妹又想到四喜，嫉妒之下利用失憶咒讓九妹忘掉四喜，但他沒料到雖然抹去了九妹的記憶，卻抹不掉她的情，被她貼上了好人卡，接著天貞來殺自己時，靈靈一出手相救，因此而感到自責，後來看到九妹和在冰塊中的四喜親密的樣子，決心成全她，將自己的眼睛換給九妹，也算是彌補對她的虧欠，後來被天貞推下山崖，而混元丸此時也開始發作了，趁著自己還有良知，幫助九妹恢復記憶，魔咒解除後回到大牢繼續受折磨，不過他卻在野獸不住魔性的控制，徹底的入魔成為金蟾的魔將，後來劉利出現並被他誤殺，陳大方又用至陽之血破除了他的魔性，看到自己母親去世懊悔不已，也是因為母子情深的愛，導致魔性再也沒被激發，金蟾大王大敗後回到靈山和靈靈一成親，回到劉家幫忙四喜夫婦打理雪妍堂的事情。 |
| 侯天悅             | 陳大方   | 大方 新上任的縣官，與擎天是同父異母的兄弟，家庭:擎天(同父異母兄)、劉四喜(義弟)、靈靈一(嫂子)、九妹(義弟妹) 為人公正無私，文武雙全，身上持有尚方寶劍，與四喜結拜為異姓兄弟，幫助四喜除掉金蟾大王，還順便讓入魔的擎天回神，金蟾大敗後祝福九妹和四喜以及擎天和靈靈一的婚姻便回到了縣衙。 |
| 陈威翰             | 夜犬     | 夜犬、夜犬哥、護花使者 灵山总管，喜欢九妹，后和灵灵八在一起，星座傾向水瓶座，家庭:靈靈八(妻子)、靈靈一至靈靈七及九妹(姨子)、靈千幻(岳母兼上司)，執著不悔於情深，在愛上靈靈八前為了九妹經常跟四喜作對，也很會吃醋，曾經和九妹同時被靈千幻賜婚，但因為自己不慎中了靈靈三的迷魂法，錯將靈靈四看成九妹，最後被靈千幻重責一番甚至被解除二人婚約，現在正一方面祈求女王原諒，一方面發誓要抓到劉四喜，後因為靈千幻發現他和靈靈四的事只是一場誤會後，便重新將九妹許配給他，正沾沾自喜，其實他並不知道如此默默地守護著九妹，願意為她犧牲，九妹依然只當他是大哥哥，為了讓九妹開心，聽從女王的旨意約九妹出去約會，不過九妹卻心繫四喜無心約會，到酒樓時變成靈靈二和王俊在約會，精心籌畫的告白計畫失敗，讓九妹對他大大的失望，一怒之下下凡喝悶酒，酒醉之時變成王俊的模樣到劉家告訴劉家人四喜與九妹私訂終身的事，卻萬萬沒想到自己酒醉時吐出的真言讓劉家人真的殺上靈山，心中懊悔不已，害怕九妹會受責罰，但令他沒想到的是他身旁的九妹的靈魂是黑大王，真正的九妹被困於鬼喪峰，當九妹被救出後，女王同意四喜和九妹在一起，心灰意冷的他跑到人間喝酒，雖然他還是無法認同四喜，但畢竟女王的命令不得不從，他只能選擇保護四喜，當暗黑之龍的龍捲風到來時被捲到一個奇怪的地方，在那裏見到了與自己長相相同的書生曹文謙，就像是一場夢一樣，他彷彿化身曹文謙與靈靈八相戀，在釣魚仙島附近的海域巡視時遇到即將待產的靈靈四一行人，便順便帶著她們前往釣魚仙島，魔娃出世後曾一度被控制，後來魔娃附身到黑大王上才解除，與靈靈八漸漸有了感情線，是守護三聖物行動中的總指揮且想盡辦法要讓九妹恢復記憶，因為與艾莉的互動頻繁，讓靈靈八誤會兩人之間是否有什麼，且遭到布拉泥亂點鴛鴦，立即出聲制止，表明自己只是跟艾麗討論製作水靈氣法寶一事，在要前往火山口之際才明白自己愛的人就是靈靈八，兩人總算在一起，九妹做轉生術時奉命去劉家將九妹找回來，不過卻跟劉忠一言不合就開打，後被金蟾大王所傷，被艾麗救下，也向她表示自己愛的人是誰，後來等傷勢好了點便跟著四喜等人殺上靈山除掉金蟾大王，最後和八妹共結連理。 |
| 陳威翰             | 曹文謙   | 打醬油的、唐僧翻版 出現在夜犬的夢中，與夜犬長的一模一樣，個性天差地遠，星座傾向處女座，絕招:碎念神功，是位負責出來打個醬油的書生，一身白衣與夜犬的一襲黑衣成對比，很愛跟人講道理，因為熟讀佛家經典，因此相信用愛能感化妖怪，念經的功力不比唐僧差，曾差點把劉忠唸到頭疼，喜歡靈靈八。 |
| 林江国             | 金蟾     | 金蟾、大王 與武財神是世仇，星座傾向獅子座，極度的自戀，自稱為妖界美男子，絕招:入魔心法、金幣大放送、長舌功，閉關二十年好奪到妖王之位，因為黑大王的呼叫而走火入魔被打回原形，需要美女的真愛之吻才能恢復人身，因此想出在四喜結婚之日大鬧婚禮的計策，在搶親的途中陰差陽錯親到了天貞，使得他恢復人身，但功力尚未恢復，因此只要一動用真氣就會被打回原形，本身是釣魚仙島的金錢蛙，不但可以吐金幣還知道姻緣一事，見到九妹後也立刻被迷住，為了得到她而帶著黑大王還有天貞吳邪兩姊弟到劉家當下人，企圖翻身，不過卻是個超級大嘴巴，秘密往往會從他口中流出，十分靠不住，本來可以趁機剪斷四喜和九妹的姻緣線，卻遭到神醫老人破壞，無奈之下只好先從培養魔將開始，餵給擎天吃下三粒混元丸，等著他入魔可以為他所用，魔娃出世後被莫名其妙送到釣魚仙島並又被打回原形，知道魔娃如此強大便將魔娃搶了過來，途中遇到失憶九妹將她收歸門下，因為她是水屬性的妖精，是開啟魔界入口的關鍵妖怪之一，自己本身也是，金屬性妖怪，因為吸到了一些焰魔的真氣，加上天貞的吻又恢復了人身，利用混元丸的力量將靈千幻收歸門下，並占據了整個靈山，還想強搶九妹，眾人也正拚死和他相抗，最終被武財神所滅，並恢復了靈千幻的神智。 |
| 陈秀丽             | 灵灵一   | 大妹、大姊、傲嬌女友 狐妖大姐，喜欢擎天，傲嬌女代表，后打动擎天，和他快乐的生活在一起，星座傾向牡羊座，家庭:靈千幻(母親)、靈靈二至九妹(妹妹)、擎天(丈夫)、王俊(二妹夫)、布拉泥(四妹夫)、劉忠(五妹夫)、夜犬(八妹夫)、劉四喜(小妹夫)、劉利(婆婆)，與靈靈三、靈靈四和靈靈六、靈靈七是小圈圈，很會看母親的臉色說話，也最懂母親的心思，起初不認同四喜，但母親說話算話，也就承認四喜為妹婿，在訂婚典禮上充當花童負責灑花。後來遵從母親旨意下凡查看劉家近況，也遇見了擎天，後來陪著他在酒樓買醉，並且糊裡糊塗地跟擎天上了床，因此而失身於他，她發誓要擎天負責任，也因為這件事混淆了自己對人的是非判斷，總認為劉利和擎天是對的，後來跟著九妹等人回靈山，為了擎天可以犧牲自己，與靈靈八吵嘴打賭，要是四喜不是兇手就要賠給靈靈八窈窕蜜，後來賭輸幫忙做窈窕蜜，幫忙擎天隱瞞單身趴的事，女王重傷擎天之時拚死相救，但擎天不領情，痛徹心扉的她鬧自殺，經由女王的勸說而振作，並且在四喜婚禮當天也偷偷嫁出去給擎天，但擎天又不領情，因此拋棄她，痛苦的她追上擎天到黑屍林，卻被魔化的擎天推開，萬念俱灰下又要自盡，幸得四喜相救，因為太過思念擎天而神智不清，留在黑屍林休息，後來跟著四妹、九妹還有八妹跟布拉泥還有四喜前往釣魚仙島，是間接促成白雪島主和白馬先生的姻緣的人，知道九妹失憶又跟擎天在一起，嫉妒和著急之下向九妹道出真相，但九妹還是有所顧慮，後來無意間擋下天貞的一掌陷入昏迷，讓擎天十分自責，就在快要醒的時候又被黑大王給弄暈，陷入漫長的沉睡，不過當滿月出現便衝破黑大王的咒語，向九妹繼續道出真相，九妹此時才明白，當擎天被天貞推下山崖後，著急地要去找他，卻被黑大王抓住，要她來換九妹，後來魔咒解除後回到靈山，知道擎天淪為魔將而來到鬼喪峰，希望能喚醒他，不過卻被金蟾逼著拿混元丸給女王，導致她最終入魔，心中懊悔不已，跟著姊妹回到劉府與四喜等人殺上靈山除掉金蟾大王，最後和擎天共結連理，住在劉家幫忙一起打理雪妍堂。 |
| 王秋紫             | 灵灵二   | 二妹、二姊、親愛滴滴、氣質美女 狐妖二姐，喜欢王俊，氣質女代表，星座傾向處女座，家庭:靈千幻(母親)、靈靈一(姊姊)、靈靈三至九妹(妹妹)、擎天(姊夫)、王俊(丈夫)、布拉泥(四妹夫)、劉忠(五妹夫)、夜犬(八妹夫)、劉四喜(小妹夫)、王金珠(小姑)，聽到王俊對她的告白後，滿心歡喜說不出口，與靈靈五、靈靈八和九妹是小圈圈，擅長針線活，和王俊、九妹及夜犬下山遊玩時到酒樓吃飯，卻因九妹要買東西而夜犬也跟著追出去，故而有機會和王俊共進約會大餐，接受了王俊對她的告白，下定決心要和王俊在一起，也擅長廚藝，知道九妹很思念四喜，和靈靈五及靈靈八幫助九妹下凡找四喜和王俊，最先發現從鬼喪峰回來的假九妹有異狀，真正的九妹獲救後充當訂婚典禮的花童負責灑花，後來與靈山眾姊妹與劉忠共同抵抗暗黑之龍，是繼九妹還有四喜的婚禮後的準新娘，現在幫助四喜和九妹籌備婚禮，九妹出嫁時送出了佳果，並陪同姊妹和女王一起到黑屍林參加婚禮，知道九妹要轉生為人，哭得很傷心，後來母親入魔後便跟著姊妹回劉家與四喜等人一同殺上靈山除掉金蟾大王，最後嫁給了王俊，快樂的生活在一起。 |
| 楊濟妤             | 靈靈五   | 五妹、五姊、重義俠女 狐妖五姊，是眾姊妹中武功最好的，家庭:靈千幻(母親)、靈靈一至靈靈四(姊姊)、靈靈六至九妹(妹妹)、擎天(大姊夫)、王俊(二姊夫)、布拉泥(四姊夫)、劉忠(丈夫)、夜犬(八妹夫)、劉四喜(小妹夫)，與靈靈二、靈靈八和九妹是小圈圈，知道九妹很思念四喜，和靈靈二及靈靈八幫助九妹下凡找四喜和王俊，在訂婚典禮上負責灑花，後來與靈山眾姊妹與劉忠共同抵抗暗黑之龍，幫助四喜和九妹籌備婚禮，九妹出嫁時送出了佳果和負責護送暗度陳倉的靈靈一嫁給擎天，並陪同姊妹和女王一起到黑屍林參加婚禮，在四喜再度上靈山後被指派和三妹一組，準備抵抗金蟾大王，知道九妹要轉生為人，哭得很傷心，奉命前往劉家找九妹，卻發生誤會與劉忠等人動手，後誤會解除但心中有疚，畢竟自己錯殺了阿秀，也是因此漸漸的和劉忠有了感情線，知道母親入魔後便跟著姊妹與四喜等人一同殺上靈山除掉金蟾大王，最後嫁給了劉忠，留在雪妍堂和紀住一起幫忙教導好媳婦守則，並推廣愛情秘笈這本書。 |
| 刘娜萍             | 灵灵四   | 四妹、四姊、小暖爐、狐族模特 狐妖四姐，与人类有孩子，生出魔娃，喜欢布拉泥，風騷女代表，星座傾向雙子座，家庭:靈千幻(母親)、靈靈一至靈靈三(姊姊)、靈靈五至九妹(妹妹)、擎天(大姊夫)、王俊(二姊夫)、布拉泥(丈夫)、劉忠(五妹夫)、夜犬(八妹夫)、劉四喜(小妹夫)，經常跟靈靈三鬥嘴及鬥法，為了狐妖大賽不惜和靈靈三聯手破壞夜犬和九妹的婚事，讓二人無法結婚，後來被布拉泥看上，並且強行被他擄走，後運用機智脫困，一直不知道自己珍惜的寶貝小板凳竟是布拉泥變的，平時與靈靈一、靈靈三、靈靈六和靈靈七是小圈圈，並且成立了地下姐妹會，是狐妖大賽的冠軍，起初不認同四喜支持夜犬，但因為靈靈一是站在母親的立場思考，自己也意識到不能任意妄為，也就承認四喜為妹婿，並給予祝福，在訂婚典禮上充當花童負責灑花，後與靈山眾姊妹與劉忠共同抵抗暗黑之龍，知道四喜的事之後與靈靈三、靈靈六和靈靈七下凡化作美女迷惑看守牢房的四隻妖怪，使九妹有機會溜進大牢探監，也是她將劉家遭逢巨變的情形告訴了母親。布拉泥向她告白後也漸漸的喜歡上他，是護送九妹到黑屍林的人，接著就和女王和姊妹們參加婚禮，並繼續養胎，不過卻為了生子感到痛苦，在此同時也接受布拉泥對她的愛，兩人和八妹、大妹、九妹及四喜一同前往釣魚仙島準備待產，魔娃出世後就被金蟬等人奪去，為了要回孩子差點被黑大王重傷，而布拉泥則替她擋下，很害怕魔娃會出什麼事，堅持不讓白雪幫她取出魔鑰，後來是蒙著面紗的劉語幫忙取出的，對待自己的孩子是十分的愛惜，同時也擔心九妹的安危，不過卻讓黑大王變成她來騙取魔娃，魔咒解除後跟著布拉泥回到靈山，當九妹要轉生為人時哭得很傷心，後來母親入魔後便跟著姊妹回劉家與四喜等人一同殺上靈山除掉金蟾大王，最後嫁給布拉泥，跟著他在黑屍林一起經營妖怪村。 |
| 錢璇               | 靈靈三   | 三妹、三姊、大齡剩女 狐妖三姐，拜金女代表，星座傾向天蠍座，家庭:靈千幻(母親)、靈靈一、靈靈二(姊姊)、靈靈四至九妹(妹妹)、擎天(大姊夫)、王俊(二姊夫)、布拉泥(四妹夫)、劉忠(五妹夫)、夜犬(八妹夫)、劉四喜(小妹夫)，整天最愛跟靈靈四鬥嘴及鬥法，擅長用迷魂術勾引男人，為了狐妖大賽不惜和靈靈四聯手破壞夜犬和九妹的婚事，讓二人無法結婚，與靈靈一、靈靈四、靈靈六和靈靈七是小圈圈，地下姐妹會的成員，奉命上鬼喪峰勾引四喜，試探九妹和四喜的愛情是否堅貞，不過卻被四喜和九妹的愛情所感動，很希望自己能談一場轟轟烈烈的戀愛，起初不認同四喜支持夜犬，但因為靈靈一是站在母親立場思考，自己也意識到不能任意妄為，也就承認四喜為妹婿，並給予祝福，在訂婚典禮上充當花童負責灑花，後與靈山眾姊妹共同抵抗暗黑之龍。知道四喜的事之後與靈靈四、靈靈六和靈靈七下凡化作美女迷惑看守牢房的四隻妖怪，使九妹有機會溜進大牢探監，後來幫助四喜等人籌備婚禮，九妹出嫁時負責敲鑼打鼓，後跟著女王還有姊妹們到黑屍林參加婚禮，在四喜再度上靈山後被指派和五妹一組，準備抵抗金蟾大王，知道九妹要放棄狐妖身分時哭得非常傷心，後來母親入魔後便跟著姊妹回劉家與四喜等人一同殺上靈山除掉金蟾大王，最後求著神醫老人討老公不果，與六妹爭奪愛情秘笈。 |
| 千景               | 靈靈六   | 六妹、六姊、敗犬公主 狐妖六姊，與七妹最要好，家庭:靈千幻(母親)、靈靈一至靈靈五(姊姊)、靈靈七至九妹(妹妹)、擎天(大姊夫)、王俊(二姊夫)、布拉泥(四姊夫)、劉忠(五姊夫)、夜犬(八妹夫)、劉四喜(小妹夫)，和靈靈一、靈靈三、靈靈四及靈靈七是小圈圈，地下姐妹會的成員，在狐妖大賽中遭到靈靈三和靈靈四的陷害毀容，後來被女王治好，曾經也是不認同四喜支持夜犬，但因為靈靈一是站在母親立場思考，只好跟著承認四喜為妹婿，在訂婚典禮上負責灑花，後與靈山眾姊妹共同抵抗暗黑之龍，知道四喜的事之後與靈靈四、靈靈三和靈靈七下凡化作美女迷惑看守牢房的四隻妖怪，使九妹有機會溜進大牢探監，後來幫助四喜等人籌備婚禮，九妹出嫁時負責送精美的賀禮，後跟著女王還有姊妹們到黑屍林參加婚禮，在四喜再度上靈山後被指派和七妹一組，準備抵抗金蟾大王，知道九妹要放棄狐妖身分時哭得非常傷心，後來母親入魔後便跟著姊妹回劉家與四喜等人一同殺上靈山除掉金蟾大王，最後求神醫老人討老公不果，與三妹爭奪愛情秘笈。 |
| 蘆非               | 靈靈七   | 七妹、七姊、香消玉殞 狐妖七姊，與六妹最要好，家庭:靈千幻(母親)、靈靈一至靈靈六(姊姊)、靈靈八、九妹(妹妹)、擎天(大姊夫)、王俊(二姊夫)、布拉泥(四姊夫)、劉忠(五姊夫)、夜犬(八妹夫)、劉四喜(小妹夫)，和靈靈一、靈靈三、靈靈四及靈靈六是小圈圈，地下姐妹會的成員，曾經也是不認同四喜支持夜犬，但因為靈靈一是站在母親立場思考，只好跟著承認四喜為妹婿，在訂婚典禮上負責灑花，後與靈山眾姊妹共同抵抗暗黑之龍，知道四喜的事之後與靈靈四、靈靈三和靈靈六下凡化作美女迷惑看守牢房的四隻妖怪，使九妹有機會溜進大牢探監，後來幫助四喜等人籌備婚禮，九妹出嫁時負責送精美的賀禮，後跟著女王還有姊妹們到黑屍林參加婚禮，在四喜再度上靈山後被指派和六妹一組，準備抵抗金蟾大王，知道九妹要放棄狐妖身分時哭得非常傷心，母親入魔後被四喜打暈，再度醒過來時以為她清醒了，導致自己的精氣被親生母親吸乾而亡。 |
| 賈宗超             | 布拉泥   | 布拉泥、小板凳、癡心憨夫 黑大王的坐騎，星座傾向雙魚座，家庭:靈靈四(妻子)、靈千幻(岳母)、靈靈一至靈靈三、靈靈五至九妹(姨子)，外表瀟灑帥氣的獨角仙精，曾經暗戀王俊假扮的林妹妹，後喜歡上靈靈四，將她強行擄走，並稱她為自己的小暖爐，要靈靈四稱他為小板凳，卻被拒絕，與王俊不打不相識，現在感情親如兄弟，經由王俊和四喜的改造後，從犀利哥變成花美男，後來被四喜假劫持來救九妹，卻被黑大王識破，被罰留在魔宮掃地一輩子，脖子上還必須要掛我錯了的牌子，在四喜被人追殺同時救下四喜，並聽從四喜建議把走投無路的劉家人接到黑屍林，現在是九妹和四喜旗下神奇妖怪村的員工，接著跟著四喜等人上靈山，對靈靈四告白，並用他的真誠來打動她，黑大王等人到劉家當下人時，偶爾會用前輩的方式命令黑大王，讓黑大王沒面子，在靈靈四最需要時給她幫助，終於感動她並在一起，陪著她和九妹、四喜、大妹和八妹前往釣魚仙島待產，魔娃出世後孩子就被黑大王一行人奪走，為了救靈靈四而身中黑大王一掌，是守護三聖物行動中的一員，也是引誘飛天麒麟的誘餌之一，因為看到艾麗和夜犬趴再一起睡覺，誤以為兩人情真意切，因此亂點鴛鴦將二人送作堆，完全沒有顧及靈靈八的感受，後來將黑大王變的靈靈四誤認了，對黑大王又摟又抱，讓他感到無比噁心，現在正在幫忙想辦法找到擎天，後來魔咒解除跟著靈靈四回到靈山，女王入魔後便跟著四喜等人回到劉家並一同殺上靈山除掉金蟾大王，最後娶了靈靈四，和她回到黑屍林打理妖怪村的事情。 |
|                    | 劉忠     | 三叔、三爺、重義俠士 四喜的三叔，阿秀之夫，劉見的三弟，是劉家武功底子不弱於兄嫂的人，家庭:劉見(大哥)、紀住(大嫂)、阿秀(妻子)、靈靈五(繼室)、劉四喜(姪子)、劉語(姪女)、九妹(姪媳兼小姨子)、小黑小(姪女婿)、靈千幻(岳母)、靈靈一至靈靈四、靈靈六至靈靈八(姨子)，平時與阿秀形影不離，本來以為捉狐就是天職，但還是會選擇尊重四喜的想法，沒想到有一天他還會跟靈山狐妖共同抵抗暗黑之龍，後來阿秀被靈靈五誤殺，氣得要殺靈靈五報仇，得知阿秀是被金蟾殺死的，心裡愧疚不已，也因此與靈靈五漸漸有了感情線，最後聯合四喜、王俊、布拉泥、夜犬以及其他靈山狐妖打敗了金蟾大王，並回到靈山娶靈靈五為妻，在劉家和紀住還有靈靈五一起為中國好媳婦上課，還推廣了愛情秘笈這本書。 |
| 蔡国庆             | 武晉王   | 是劉家先祖，喜歡靈千幻，卻因為人妖殊途而被迫分離另娶他人，其實心中念念不忘的還是靈千幻。 |
| 周明增             | 刘见     | 老爺 劉四喜的父親，猎妖师，雪妍堂的老闆，家庭:紀住(妻子)、劉四喜(兒子)、劉語(女兒)、劉忠(三弟)、劉利(義妹)、阿秀(三弟妹)、靈靈五(繼任三弟妹)、九妹(媳婦)、小黑小(女婿)、擎天(外甥)、靈靈一(外甥媳婦)、靈千幻(親家)，知道四喜和九妹私訂終身後感到十分震驚，決定準備派人上山問清楚，但得知四喜又被黑大王抓時又親自帶著家人到黑屍林大戰一場，並強制要求四喜娶金珠，卻被四喜拒絕並且害得四喜跳崖，現在正因為以為四喜去世而難過，而四喜沒死又帶著九妹回到劉家並且得知二人已經得到靈千幻的認可結為夫妻，大為震怒，下令讓四喜接管雪妍堂，並且擇日娶金珠為妻，知道四喜要關掉雪妍堂的事後更是氣得不得了，接著經過假九妹重創，官府禁止捉狐還有四喜堅持要關掉雪妍堂的事情後竟然重病不起，知道自己時日不多，獨召四喜前來，認定他為繼承人並且傳授他劉家最上乘的心法，臨終前逼著四喜發下毒誓要剿滅靈山，當四喜略帶痛苦地答應後便撒手人寰，四喜在經歷生死關時在夢境現身，指點四喜挫敗金蟾的方法。 |
| 倪齐民             | 黑大王   | 黑蟻、眾叛親離、黑蚊 金蟾手下，蚂蚁精，覬覦妖王大位，喜歡天貞，星座傾向獅子座，絕招:螞蟻雄兵、分身術、靈魂互換，總幻想奪得大權那天跟天貞快樂的生活在一起，曾派出一隻蟻間諜獲取劉家的情報，不過那隻蟻孫正好被四喜撿到，並且養在罐子中取名為小黑小，讓黑大王又急又氣，為了妖王之位而帶著天貞和吳邪上山攪亂狐妖大賽，當妖王令箭被奪走後，聽從天貞的計策與四喜交換靈魂，犧牲色相陪同九妹上靈山，卻在路途中漏洞百出，讓九妹感到非常可疑，跟著九妹到藏寶閣並盜走了令箭，在眾妖面前聲稱自己是妖王，不過卻被九妹識破，不得已跟四喜將身體換回，回到魔宮和天貞一起吃火鍋時被九妹發現，趁機抓住了九妹，幸得四喜一行人及時出現救下了九妹，不過卻利用此機會同時抓住王俊和四喜，當兩人都被神醫老人救走後，又被兩人用火烤到幾乎命懸一線，幸得天貞相救才留下命來，不過醒來時發現自己在鬼喪峰，運用甜言蜜語讓九妹跟他交換了身體，想利用九妹的身體去刺殺靈千幻，卻被突然來的天貞抓住關進針線盒，而後四喜被放出針線盒，帶著針線盒和靈千幻一起將他和九妹的身體換回。不過卻被一直困在鬼喪峰，因此求前來探望的擎天和劉利教他無極斷情掌打破結界，卻被擎天拒絕，後來天貞冒險為他偷到了秘笈，發現練的方法不對會走火入魔，要天貞去取出武晉王夫人的項鍊解開封印，結果天貞沒成功反而被四喜勾走，因此求助於擎天，但結界太過強大無法衝破，現仍困在鬼喪峰，情急之下呼叫金蟾，害金蟾練功走火入魔，因此決定幫助金蟾一起在四喜大婚之日搶親，後來為了要奪回黑屍林，跟著金蟾還有天貞吳邪到劉家當下人，自己要求當總管，不過卻算術奇差，常把門票錢算錯，很討厭被布拉泥挑毛病，一逮到機會就催金蟾破壞九妹和四喜的感情，並且也跟著他一起到大牢餵養魔將擎天，協助他奪取妖王之位，魔娃出世後莫名其妙被送到釣魚仙島上，且被魔娃附身，來到火山口準備開啟焰魔門，途中遇到失憶九妹用盡好話騙她，將她收歸門下，本身也是打開魔界入口的關鍵妖怪之一，土屬性妖怪，傳授擎天失憶咒和記憶咒，為了要得到魔娃，聽從金蟾的計策，將天貞假意逐出師門，讓她扮成靈靈一去臥底，並伺機奪走魔娃，但她卻失敗，於是自己親自出馬，假扮靈靈四去奪走魔娃，還犧牲了色相讓布拉泥又抱又親，當九妹又回歸夜犬陣營時抓到了靈靈一，要她當人質與九妹做交換，但搶到魔娃後的日子也不好過，整天要被魔娃的哭聲洗腦，利用九妹打開了焰魔門，後來九妹回到夜犬陣營那裡，又執行下一步計畫，打算攻上靈山，便要吳邪將九妹帶走，金蟾佔據靈山後是把守靈山的重要將領之一，法力與金珠和王俊不相上下，最後被小黑小打敗，並打回原形，被武財神收服。 |
| 戴春荣             | 纪住     | 夫人 四喜母亲，雪妍堂老闆娘，很討厭九妹且偏袒金珠，認定金珠就是劉家的好媳婦，經常跟劉利鬥嘴，家庭:劉見(丈夫)劉四喜(兒子)、劉語(女兒)、劉利(小姑)、九妹(媳婦)、小黑小(女婿)、擎天(外甥)、靈靈一(外甥媳婦)、靈千幻(親家)現在正因為以為四喜去世而難過，當四喜和九妹一起回來後得知兩人已經在靈山訂婚的事後大為震怒，但無奈出於疼愛兒子只好答應讓九妹留下，但對於九妹是狐妖的事情還是耿耿於懷，因此她便想方設法故意刁難九妹，希望九妹因為受不得氣而離家出走，在樹林間因為九妹放走假狐妖而跟她針鋒相對，結果真的把九妹給氣走了，後來被九妹的珠寶給收買，心開始有些動搖，但還是向著丈夫，劉見死後陷入悲傷，而四喜被捕入獄且被判死刑時對她而言更是雪上加霜，差點昏迷，知道四喜沒死立刻好轉，可也因此看清劉利的真面目，被趕出了劉家，跟著劉家人逃亡到黑屍林入住，但每日以淚洗面的結果導致雙眼失明，幸得神醫老人和九妹的相助重見了光明，經過這些事之後終於同意四喜和九妹在一起，為了怕金珠傷心，因此將她收為養女，現在正和劉家人一起布置婚禮的現場，希望九妹嫁到劉家能開心，九妹嫁到劉家後也和靈千幻處的來，不過卻因為擎天的問題又差點吵起來，知道人妖結合會生出活不過八歲的半妖的事後，對九妹大大的失望，一氣之下要四喜再娶金珠為妾，讓四喜感到為難，也讓四喜被九妹誤會，跟著王俊好不容易上靈山，第一件事就跟靈千幻吵嘴，知道九妹要轉生為人時，才認定她是劉家的好媳婦，最後和五妹、劉忠一起幫中國好媳婦上課，並出版了愛情秘笈這本書。 |
| 李思蓓             | 刘利     | 二姑 四喜没有血缘的二姑，擎天的娘，本身是被娶回劉家的童養媳，喜歡劉見，與劉見是青梅竹馬，家庭:劉見(義兄)、紀住(大嫂)、擎天(兒子)、靈靈一(媳婦)但劉見喜歡的是紀住並成婚，劉見的父親立即將她收為養女，讓他們以兄妹相稱，名義上她和紀住是妯娌的關係，實際上是正宮和小三的關係，想利用擎天來奪取雪妍堂大當家的位置，卻不如所願，與紀住看法經常相左，很看好九妹，經常跟紀住鬥嘴，與王俊的養父有私情，曾上靈山想和靈千幻交好，藉此機會拿下雪妍堂，卻被拒絕，後來得知劉家為了四喜的死而難過時，想出讓金珠和擎天成親的計策，使得掌管雪妍堂的權力加大，後來見擎天喜歡的人是九妹，就又費盡心思想搓合他和九妹，好奪回雪妍堂，並且按照計畫與天貞聯手除掉劉見，等到四喜即位為大當家後自己能掌控的權力也就更大了，是整件事的幕後主使者，拿下雪妍堂後，將紀住、劉忠夫婦、金珠、劉語還有四喜夫婦盡數掃地出門，見到靈靈一時，用盡好話哄騙她，使得自己和擎天的罪狀通通被掩飾掉，使得靈靈一對所有的是非混淆，接著刺殺縣令後又要刺殺欽差，不過卻被四喜臨時救下，並且被四喜大義滅親，趕出劉家，現在正和擎天過著四處躲避官府追擊的冒險生活，知道擎天為情所困，決定幫助他一起搶親，後來竟然讓靈靈一和擎天拜了堂，自己也感到意外，擎天失蹤後整天在鬼喪峰日思夜想，盼望擎天的歸來，得知擎天入魔後便要前往救人，不過卻被擎天誤殺，死前向陳大方自首並道出真相，也間接喚醒擎天的本性，大愛破解了金蟾的入魔之術。 |
| 方妍心             | 艾丽     | 艾麗 兔子精，树洞国公主，喜欢夜犬，原型參考愛麗絲夢遊仙境，紅中皇后被推翻後迎回她和白雪的母親做女王，白雪的妹妹，守護三聖物行動中的一員，與夜犬漸漸有了感情線，也懂得做法寶，讓靈靈八感到自己是個沒用的女孩，為了救九妹，和王俊到處尋找可以給九妹治眼睛的藥，魔咒解除後留在釣魚仙島，不過卻認為自己還有資格和靈靈八競爭夜犬，夜犬向她表明了自己愛的人是誰後決定放手，並決定幫助夜犬等人打敗金蟾，回到樹洞國搬救兵，金蟾被打敗後祝福八妹和夜犬能幸福後回到樹洞國。 |
| 郑爽               | 白雪岛主 | 白雪 艾丽的姐姐，钓鱼仙岛岛主，在靈魂驛站工作，並且專門替狐妖接生，原型參考白雪公主，幫靈靈四接生後因為碰過小孩而莫名其妙對黑婆冷言冷語，本來要與白馬成親，因為魔娃的關係而告吹，後來魔咒解除，和白馬和好如初並成親。 |
| 崔鹏               | 白马先生 | 白馬 喜欢白雪，原型參考白馬王子，母親為幫焰魔做事的黑婆，原本要與白雪成親，因為魔娃的關係而告吹，後來魔咒解除，和白雪和好如初並成親。 |
| 湯晶晶             | 黑婆     | 黑婆 白馬的母親，起初一直不讓白馬娶白雪，且嫉妒白雪的美麗，因此每次都會製作出毒蘋果讓白雪吃下，再讓白馬喚醒，藉故拖延婚事，為了權力與焰魔合作，卻發現自己的疏失造成三界混亂，為了彌補過失便和夜犬等人一起守護三聖物，不讓黑大王等人得逞，最後危機解除，也祝福白雪和白馬的婚姻。 |
| 胡俊逸             | 小黑小   | 小黑小、蟻孫 黑大王派出的蟻孫間諜，潛入劉家探聽虛實，家庭:劉語(妻子)、劉四喜(舅子)、擎天(表舅子)、劉見(岳父)、紀住(岳母)，卻被四喜抓到並用食物收買，成為四喜的寵物兼護身符，擁有開啟機關的本領，冒險打開妖王令箭的鎖讓九妹拿到了妖王令箭，起初一直試圖逃離九妹和四喜，漸漸地和兩人變成朋友，發誓要和兩人共同進退，最後受不了黑大王的控制，化為人形挫敗了黑大王，也讓他遇見了劉語，和她快樂的生活在一起。 |

## 电视原声带
| 曲序 | 曲目                   |           | 作曲   | 演唱        |
| ---- | ---------------------- | --------- | ------ | ----------- |
| 1.   | 《天天有喜》（片头曲） | 郑嘉嘉    | 黄英华 | 阿宝/徐申东 |
| 2.   | 《勿忘我》（片尾曲）   | 周洁颍    | 郑嘉嘉 | 刘庭羽      |
| 3.   | 《得不到的爱》（插曲） | 郑嘉嘉    | 郑嘉嘉 | 汤晶晶      |
| 4.   | 《梦一场》（插曲）     | 浮克/温馨 | 浮克   | 刘一祯      |

## 收视率
由csm数据参考而来，收视率包括全天收视指数和市场(收视)份额参数
| 平台     | 平均收视率 | 平均收视份额 | 备注               |
| 湖南卫视 | 1.233      | --           | 只统计第1-66集收视 |

## 宣傳活動
| 播出時間      | 活動                   | 出席演員       |
| ------------- | ---------------------- | -------------- |
| 2016年2月20日 | 湖南卫视《快乐大本营》 | 陈浩民、穆婷婷 |

## 電視劇的變遷
| 中国 湖南衛視 金鷹獨播劇場 · 周一至周四 19:40-22:00 两集连播 · 周五至周六 19:30-20:20 一集播出 · 周日 20:30-22:00 两集连播 | 中国 湖南衛視 金鷹獨播劇場 · 周一至周四 19:40-22:00 两集连播 · 周五至周六 19:30-20:20 一集播出 · 周日 20:30-22:00 两集连播 | 中国 湖南衛視 金鷹獨播劇場 · 周一至周四 19:40-22:00 两集连播 · 周五至周六 19:30-20:20 一集播出 · 周日 20:30-22:00 两集连播 |
| --- | --- | --- |
| | 天天有喜之人间有爱 （2016年1月13日－2月25日）                                                                              | |
| 美麗的秘密 （2015年12月21日－2016年1月12日）                                                                               | 因为爱情有幸福 （2016年2月24日－4月2日）                                                                                   | |